# لوسییس
لوسییس (به اسپانیایی: Lucillos) یک شهرستان در اسپانیا است که در استان تولدو واقع شده‌است.

## خصوصیات
لوسییس ۴۰ کیلومترمربع مساحت و ۶۳۲ نفر جمعیت دارد و ۴۸۰ متر بالاتر از سطح دریا واقع شده‌است.